# Cornelis Jacobsz. Delff

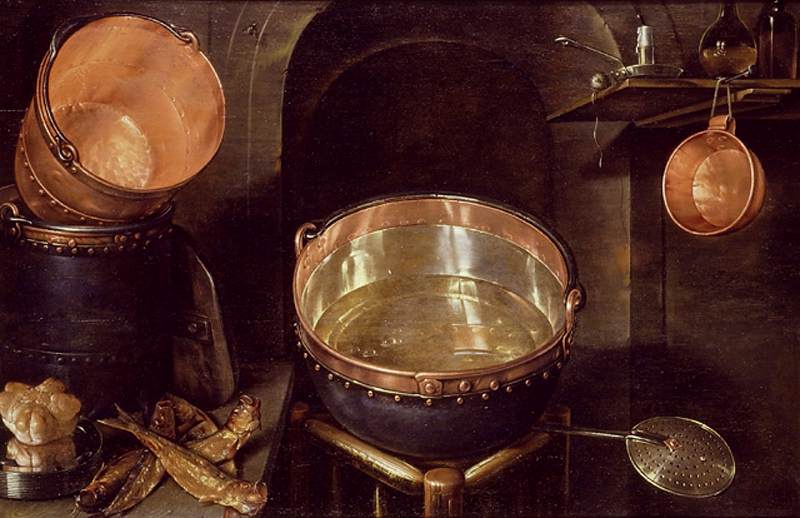
Stilleven met keukengerei, Ashmolean Museum, Oxford

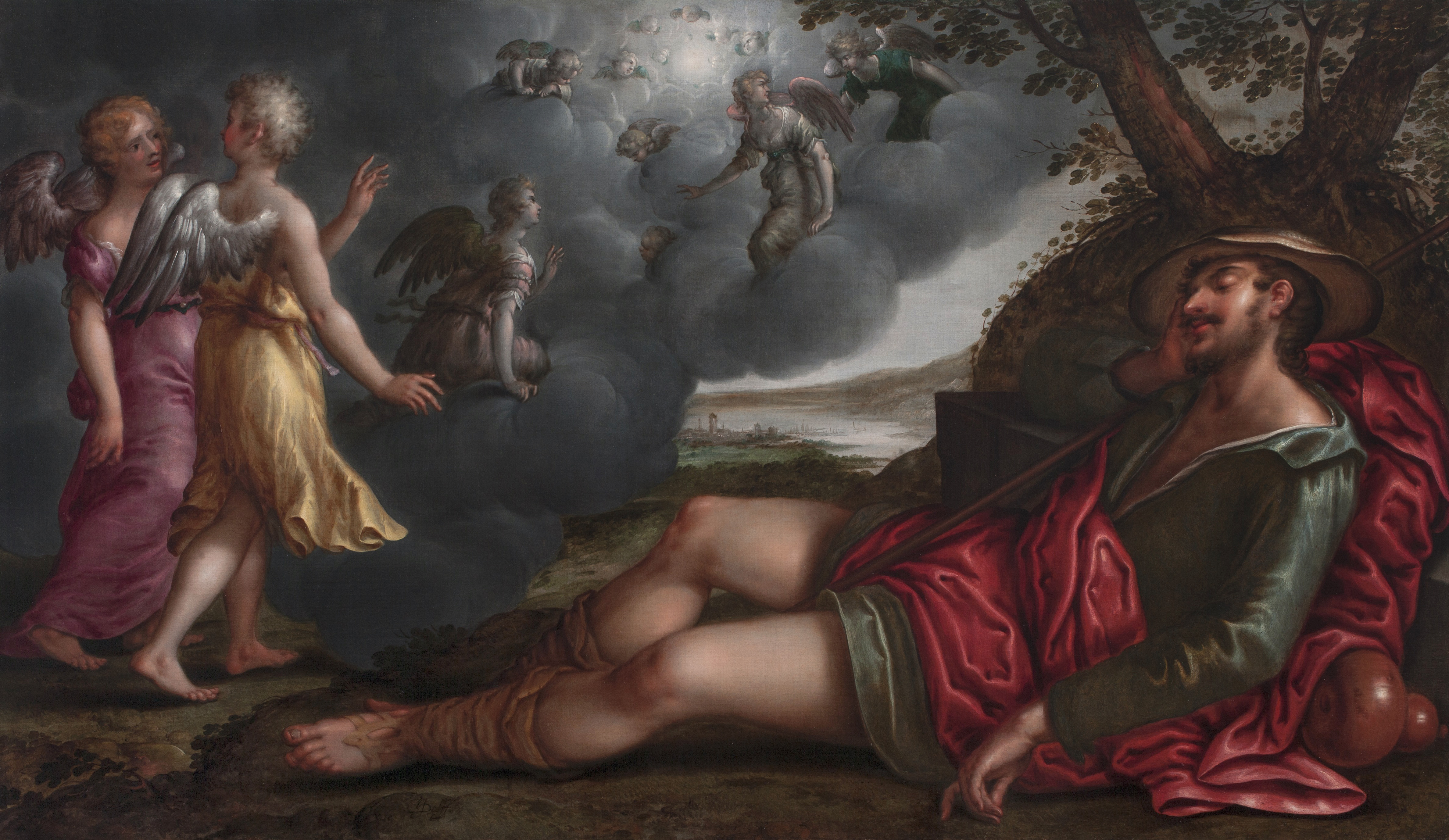
De droom van Jacob, circa 1605. Museum het Prinsenhof, Delft

Cornelis Jacobsz. Delff (Gouda, ca. 1570 - Delft, 1643) was een Nederlands kunstschilder van genrestukken en voornamelijk stillevens.
Cornelis Delff was de oudste zoon van Jacob Willemsz. Delff (1550 - 1601) en werd ook door hem opgeleid in het vak. Daarnaast was hij in de leer bij Cornelis Cornelisz. van Haarlem.
Ook zijn twee jongere broers waren kunstschilder. Rochus (1567 - 1617) was portrettist en Willem (1580 - 1638) was ook bekend als portrettist, maar voornamelijk als prentkunstenaar. Willems zoon, bekend als Jacob Willemsz. Delff (II), werd eveneens kunstschilder.
De stamvader van het kunstenaarsgeslacht vervaardigde een portret van zijn gezin, waarop hijzelf, zijn vrouw en drie zoons zijn afgebeeld. Dit werk bevindt zich in de collectie van het Rijksmuseum in Amsterdam.
In 1613 werd Cornelis lid van het Delftse Sint-Lucasgilde. Hij behoorde tot de eerste bekende stillevenschilders van met name keukeninterieurs, waarvan het eerste werk dateert uit 1597.